# Pristimantis bearsei
Pristimantis bearsei là một loài động vật lưỡng cư trong họ Strabomantidae, thuộc bộ Anura. Loài này được Duellman miêu tả khoa học đầu tiên năm 1992.
Chúng là loài đặc hữu của Peru. Các môi trường sống tự nhiên của chúng là các khu rừng ẩm ướt đất thấp nhiệt đới hoặc cận nhiệt đới, sông, và vùng nhiều đá. Loài này đang bị đe dọa do mất môi trường sống.